# مزارات مريم العذراء
مزارات مريم العذراء هي مزارات ترتبط في الثقافة والممارسة المسيحية، خاصًة الكاثوليكية، ترتبط في أماكن يُعتقد أنها ظهرت فيها أو حدثت معجزة إرتبطت بمريم العذراء، وتعتبر مكان مقدس ووجهة للحج.
بعض هذه المزارات ارتبطت بظهور مريم العذراء للشباب والشعب البسيط حيث ظهرت مريم العذراء على قمم التلال البعيدة التي كان بالكاد قد سمع عنها من قبل الظهور حسب المعتقدات المسيحية. أبرز هذه الحالات حالة رؤية القديس خوان دييغو لسيدة غوادالوبي في 1531 وحالة رؤية برناديت في 1858 لسيدة لورد. وأبلغ كل من هذين القديسين عن وجود سيدة خارقة على قمة التل التي طلبت منهم أن الطلب من الكهنة المحليين بناء كنيسة في موقع الرؤية. وشملت كلا من الرؤى في إشارة إلى الورود وأدت إلى بناء كنائس كبيرة في نفس المواقع. مثل السيدة غوادالوبي في المكسيك، سيدة لورد وهي من الرموز الكاثوليكية الرئيسية في فرنسا. وأعلن عن كل من خوان دييغو وبرناديت في نهاية المطاف قديسين في الكنيسة الرومانية الكاثوليكية.
عدد الحجاج الذين يزورون بعض هذه المزارات في كل عام كبير. على سبيل المثال لورد التي يبلغ عدد سكانها حوالي 15,000 نسمة، تستقبل حوالي 5,000,000 حاج كل عام، وداخل فرنسا فقط باريس تحتوي عدد فنادق أكثر من مدينة لورد.

## المزارات الرئيسية

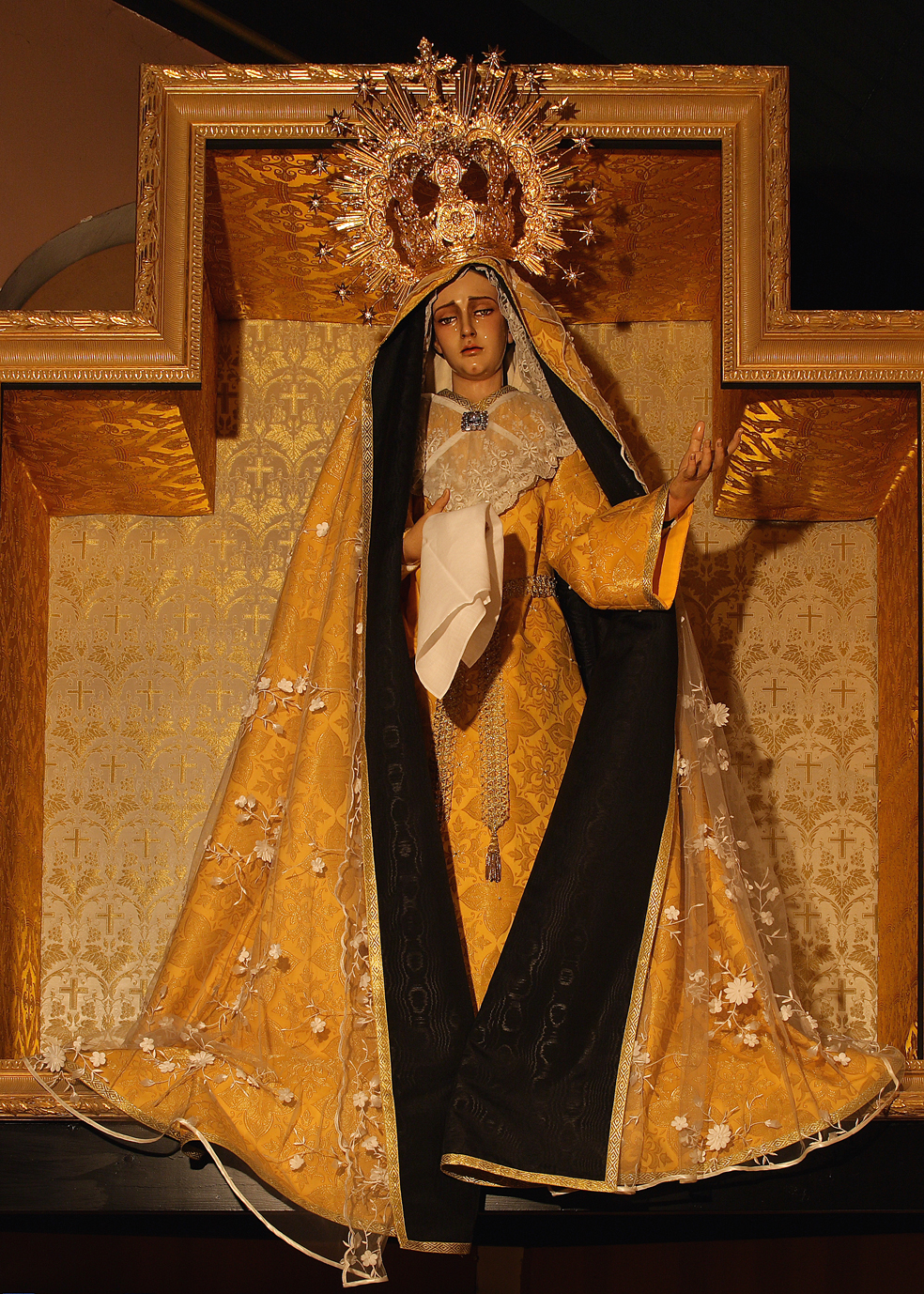
سيدة وارفزن

### أستراليا
- كاتدرائية القديسة مريم، سيدني.
- مزار سيدة يانكاليلا، جنوب أستراليا.

### بلجيكا
- سيدة بونو بونو في،لياج.
- سيدة بوراين في بوراين، نامور.
- العذراء المقدسة في هاله، برابانت فلاماند.

### البوسنة والهرسك
- سيدة مديغوريه، مديغويه، البوسنه والهرسك.

### البرازيل

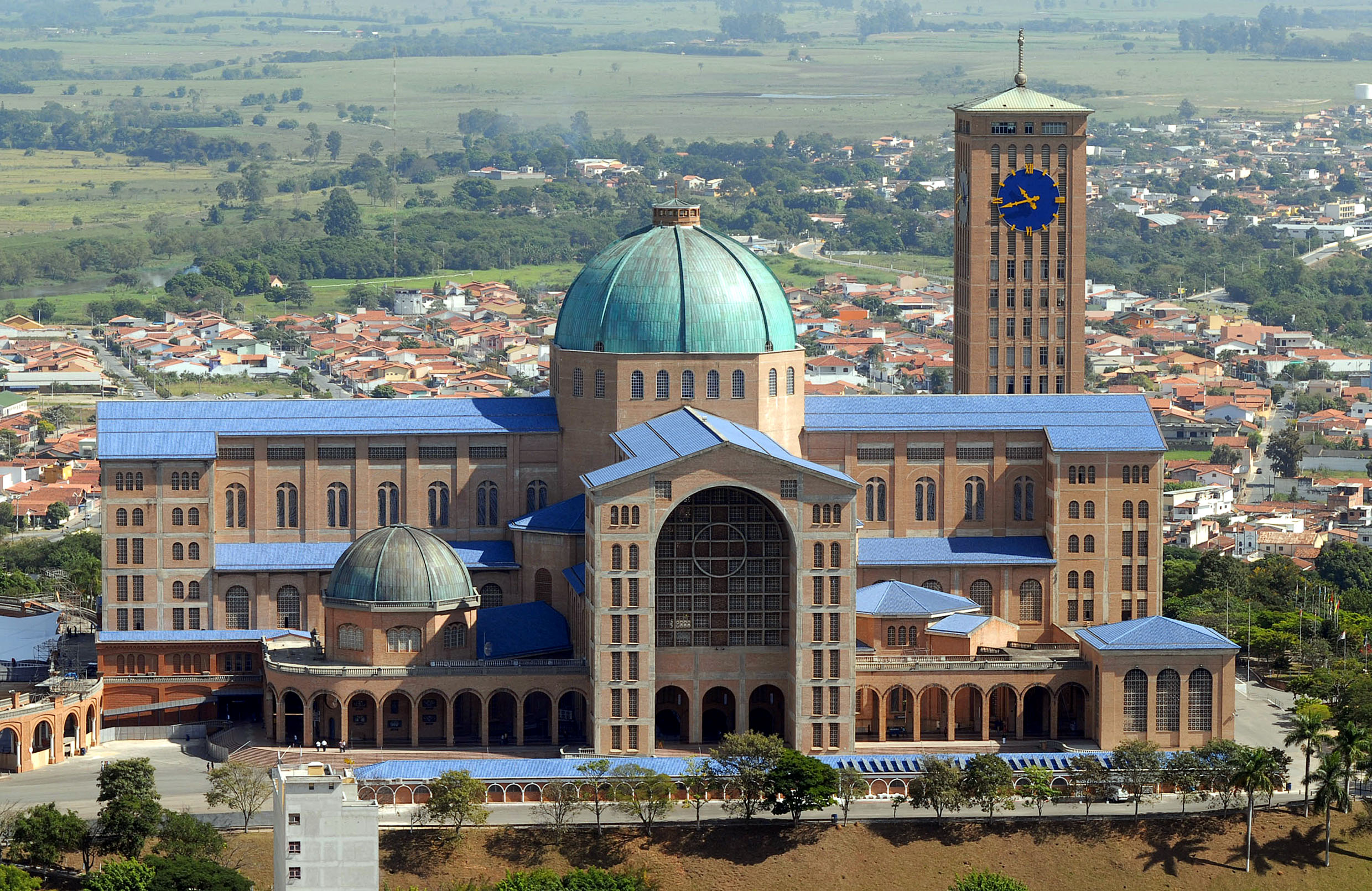
البازيليكا الوطنية لسيدة أباريسيدا

- البازيليكا الوطنية لسيدة أباريسيدا، أباريسيدا. أكبر مزار مريمي في العالم، فضلاً عن ذلك يعتبر الموقع وجهة الحج الثاني الأكثر شعبية في أميركا اللاتينية، بعد كنيسة السيدة غوادالوبي. وهو مكرس لسيدة أباريسيدا، شفيعة البرازيل.

### كندا
- كنيسة سيدة كمبريري، في أونتاريو، كندا.
- مزار ملكة الوردية المقدسة في اياكس، أونتاريو، كندا.
- كنيسة سيدة تشيزتوفا، في أونتاريو، كندا.

### الصين
- سيدة الصين في دنغلو، الصين.
- العذراء سيدة تشيشان، مساعدة المسيحيين في تشيشان، الصين.
- سيدة بليس قرب قوييانغ، الصين.
- كنيسة سيدة الوردية في لونغتيان، الصين.
- كنيسة سيدة لورد في تشينغيانغ، الصين.

### كرواتيا
- سيدة ماريا بسترتشا في كرواتيا.
- سيدة ترستا، في رييكا، كرواتيا.
- سيدة سيني سيني، كرواتيا.

### قبرص
- دير كايكوس.

### جمهورية الدومينيكان
- مزار سيدة التاغراسيا، جمهورية الدومينيكان.

### إكوادور
- المزار الوطني لسيدة تسين، الإكوادور.

### مصر
- كنيسة السيدة العذراء بالزيتون، تحيي ظهورات السيدة العذراء في الكنيسة القبطية الأرثوذكسية.
- كنيسة القديسة مريم (حارة زويلة).
- دير المحرق بجبل قسقام بأسيوط وقضت به العائلة المقدسة أطول فترة.
- دير السيدة العذراء بأسيوط (دير درنكة).
- دير العذراء - السريان.
- دير القديسة العذراء مريم بجبل أخميم الشرقي.

### سوريا
- دير سيدة صيدنايا، في صيدنايا.

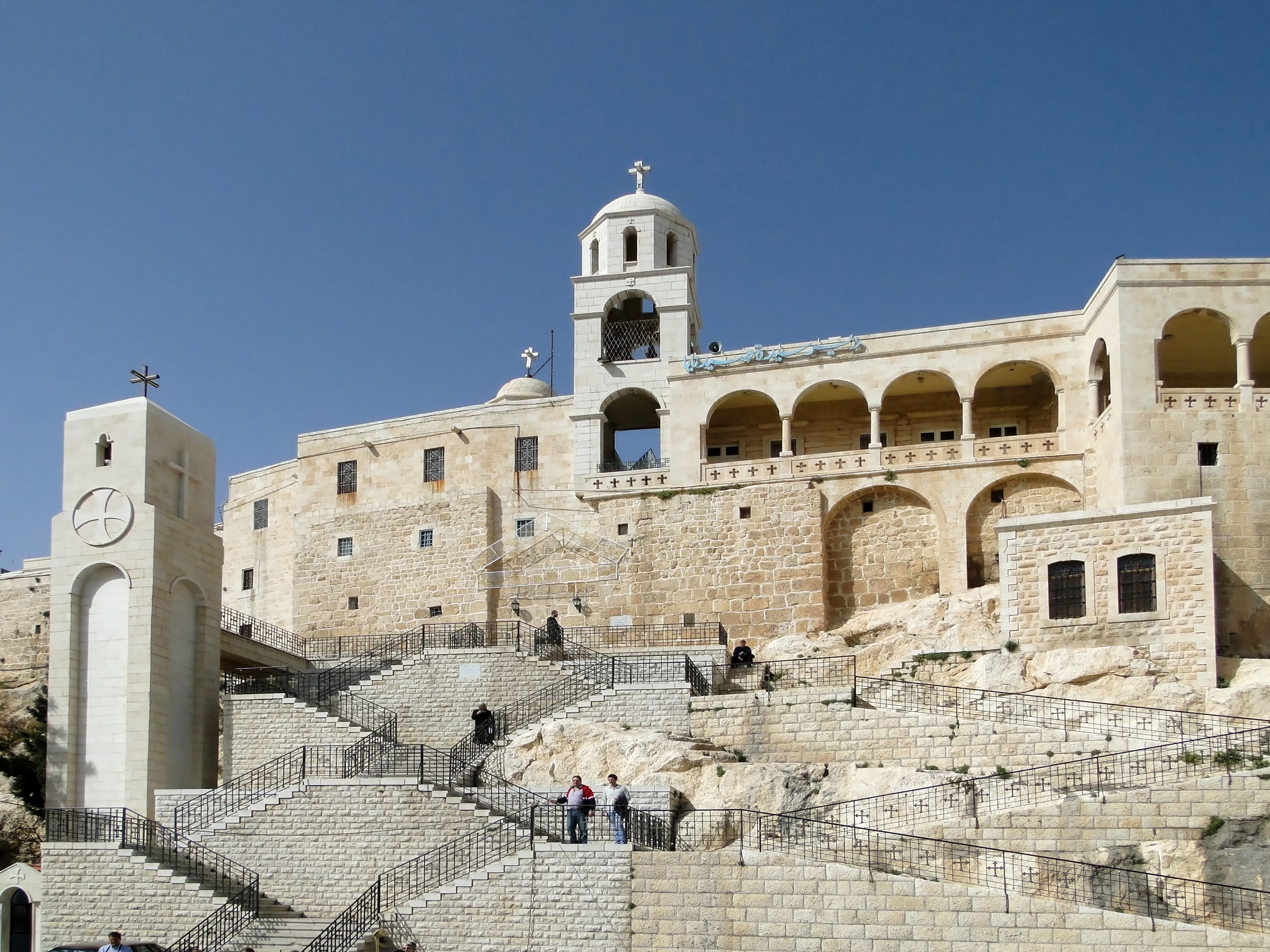
دير سيدة صيدنايا

- كنيسة رقاد السيدة العذراء، في حلب.
- سيدة الوادي، في الناصرة.

### روسيا
- كنيسة فيدارافسكايا، في ياروسلافل.
- مصلى بوكروفسكي في كنيسة القديس نيكولاس في تولماتشي، في موسكو.[2]

### ألمانيا
- مزار القديسة مريم، في كاتدرائية آخن. هذه الكنيسة، كثيرًا ما يشار إليها باسم «الكاتدرائية الإمبراطوريّة» (بالألمانية : Kaiserdom)، وهي كنيسة كاثوليكية في مدينة آخن، ألمانيا.

### اليونان
- سيدة تينوس، جزيرة تينوس، شفيعة وراعية اليونان.
- جبل آثوس، اليونان، حديقة والدة الإله يجري محرمة لجميع النساء الأخريات.

### جبل طارق
- مزار سيدتنا سيدة أوروبا يقع في نقطة أوروبا، وجنوب نقطة في أوروبا الغربية. وقد وجد هذا المزار مريم العذراء في الموقع منذ 1462.

### الأراضي المقدسة

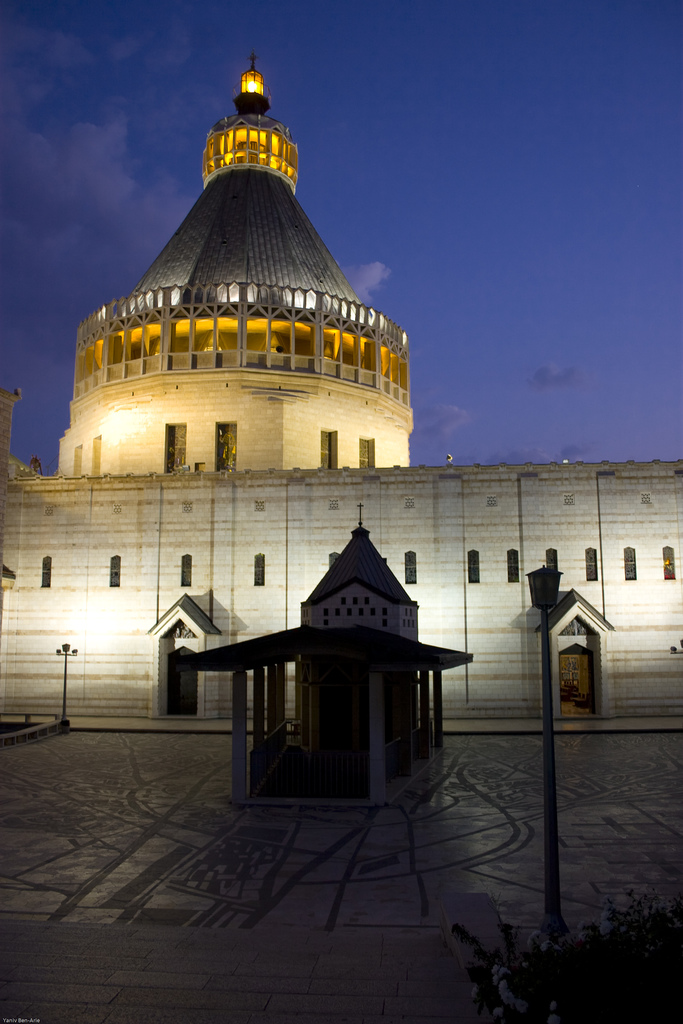
كنيسة البشارة

- كنيسة البشارة، في مدينة الناصرة. حسب التقليد المسيحي في هذه البازيليكا تمت البشارة.
- كنيسة رقاد مريم العذراء، جبل صهيون، القدس.
- كنيسة قبر مريم العذراء، قرب حديقة الجثمانية، القدس.
- مغارة الحليب، بيت لحم.

### أيرلندا
- بازيليكا سيدتنا ملكة أيرلندا، نوك، أيرلندا.

### إيطاليا
- مزار البيت المقدس، لوريتو، إيطاليا. حيت يقول التقليد ان الملائكة نقلت منزل مريم العذراء من الناصرة إلى مدينة لوريتو.
- سيدة الوردية، بومباي، إيطاليا.
- كنيسة القديسة مريم العظمى، روما. أقدم كنيسة في العالم مكرسة لمريم العذراء.

### اليابان
- كنيسة سيدة أكيتا، اليابان.

### لبنان

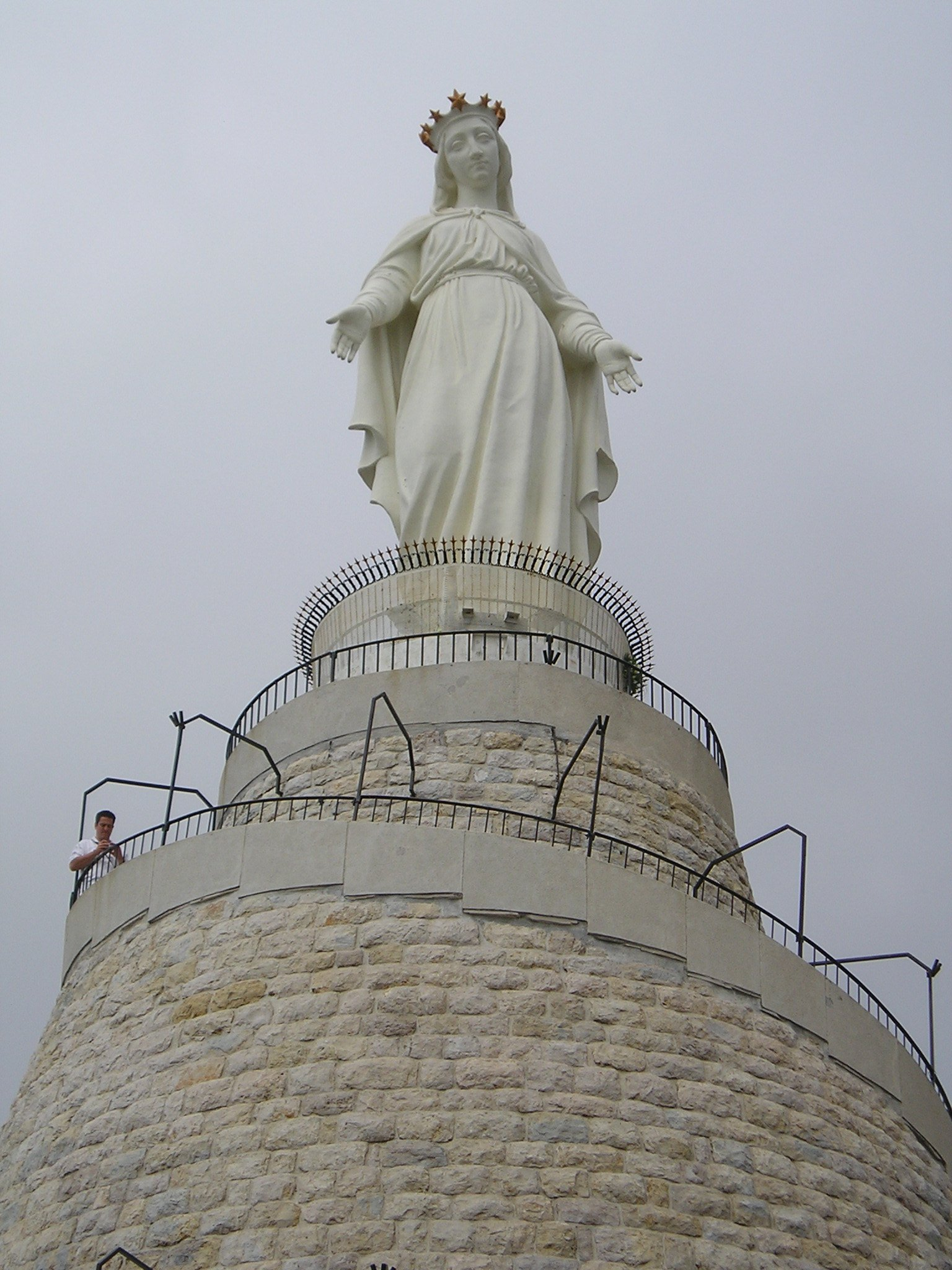
مزار سيدة لبنان حريصا، افتتح يوم 8 أيار سنة 1904.

- سيدة لبنان أو سيدة حريصا، حريصا، لبنان.
- سيدة البقاع، مزار مريمي في مدينة زحلة، يطل على وادي البقاع.
- سيدة الشلال، مزار مريمي في مدينة جزين، لبنان.
- سيدة النور، مزار مريمي في وسط بيروت، لبنان.
- نصب سيدة لورد، عين إبل، لبنان.
- سيدة المنطرة، مزار مريمي في مغدوشة، لبنان.
- سيدة مزيارة، أم المراحم، زغرتا، لبنان.
- سيدة النورية، مزار ماريان والدير على قمة حامات، لبنان.
- سيدة بشوات، بشوات، دير الأحمر، لبنان.
- سيدة البرج، دير الأحمر، لبنان.
- سيدة الزروع، دير الأحمر، لبنان.

### ليتوانيا
- سيدة باب الفجر، فيلنيوس، لتوانيا.

### المكسيك

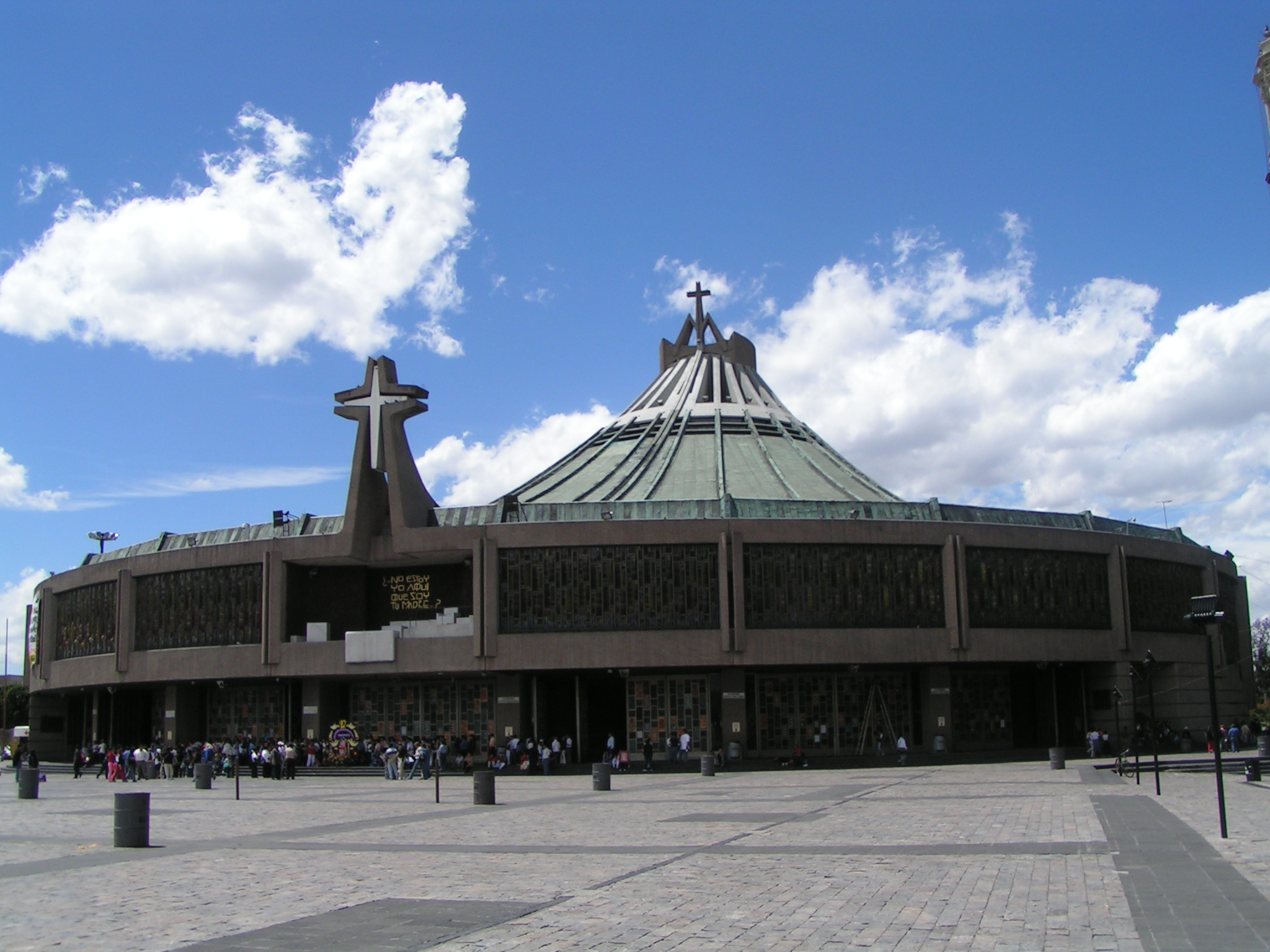
كاتدرائية السيدة غوادالوبي.

- كاتدرائية السيدة غوادالوبي، مكسيكو سيتي، المكسيك.
- كنيسة سان خوان دي لوس لاجوس، مدينة سان خوان دي لوس لاجوس، خاليسكو، المكسيك.

### البرتغال
- سيدة فاطمة، فاطمة، البرتغال. وفي موقع الكنيسة تحيي ذكرى ظهورات مريم العذراء للطفلة لوسيا ضوس سنطوس ولأبناء عمها جاسينطا وفرانسيسكو مارطو في فاطمة في البرتغال.

### إسبانيا
- بازيليكا دي كانديلاريا، تنريف.

### تركيا
- منزل القديسة العذراء مريم، أفسس.